# Festival des 3 Continents 2005
Le Festival des 3 Continents 2005, 27e édition du festival, s'est déroulé du 22 novembre 2005 au 29 novembre 2005.

## Jury
- Gela Babluani : réalisateur géorgien
- Joao Botelho : réalisateur portugais
- Ben Hackworth : réalisateur australien
- Stéphane Lerouge : producteur de musique français
- Ira Sachs : réalisateur américain

## Sélection

### En compétition[1]
| Titre                                                           | Réalisation                         | Pays        |
| --------------------------------------------------------------- | ----------------------------------- | ----------- |
| Mon meilleur ennemi (Mi mejor enemigo)                          | Alex Bowen Carranza                 | Chili       |
| Play                                                            | Alicia Scherson                     | Chili       |
| Café transit (کافه ترانزیت)                                     | Kambuzia Partovi                    | Iran        |
| Sayonara Midori (さよならみどりちゃん)                          | Tomoyuki Furumaya                   | Japon       |
| A Perfect Day                                                   | Joana Hadjithomas et Khalil Joreige | Liban       |
| La route de gravier (Chemman Chaalai)                           | Deepak Kumaran Menon                | Malaisie    |
| L’Adolescent (Orzu Ortida)                                      | Yolkin Tuychiev                     | Ouzbékistan |
| La Saveur de la pastèque (天邊一朵雲, tiān biān yi duǒyún)      | Tsai Ming-liang                     | Taïwan      |
| Réflexions (愛麗絲的鏡子, Àilì sī de jìngzi)                    | Yao Hung-i                          | Taïwan      |
| Bab'Aziz, le prince qui contemplait son âme (こおろぎ, Koorogi) | Nacer Khémir                        | Tunisie     |
| La Chute de l'ange (Meleğin Düşüşü)                             | Semih Kaplanoğlu                    | Turquie     |

### Autres programmations[2]
- histoire du cinéma tunisien
- cinéma réaliste brésilien des années 1950
- trésors de la Cathay
- films essentiels de Côte d'Ivoire

## Palmarès[2]
- Montgolfière d'or : La Chute de l'ange (Meleğin Düşüşü) de Semih Kaplanoğlu
- Montgolfière d'argent ex æquo : A Perfect Day de Joana Hadjithomas et Khalil Joreige et Sayonara Midori de Tomoyuki Furumaya
- Prix de la mise en scène : La Saveur de la pastèque de Tsai Ming-liang
- Prix spécial du jury : La route de gravier (Chemman Chaalai) || Deepak Kumaran Menon
- Prix d’interprétation féminine : Mari Hoshino  dans Sayonara Midori
- Prix d’interprétation masculine : Ziad Saad dans A Perfect Day
- Mention spéciale à Lee Kang-sheng dans La Saveur de la pastèque
- Prix du Jury Jeune : Réflexions de Yao Hung-i
- Prix du public : Play d'Alicia Scherson